# 厄波羅河戰役
厄波羅河戰役（西班牙語：Batalla del Ebro）是在西班牙内戰中，投入兵員最多，持續時間最長，以及最血腥的戰役。作戰範圍約為厄波羅河流域、鐵拉阿爾塔縣和薩拉戈薩省附近。
這次戰役決定了整場内戰的局勢。在初期共和國軍一方取得了優勢，而國民軍取得了最終的勝利。在經過四個月死傷慘重且耗費大量資源的戰鬥後，共和國軍敗退回厄波羅河對岸。西班牙第二共和國的命運在之後國民軍的進攻下已無可挽回。
此次戰役中，誕生出了許多眾人皆知的歌曲，如《啊，卡梅拉》和《如果你想書寫我》。

## 戰鬥之前的局勢
1938年2月20日，共和軍在特魯爾戰役中戰敗後，國民軍開始進攻亞勒岡，期間粉碎了共和軍所有在此地區的軍隊的防禦。在萊里達被攻佔後，當地共和軍發起強烈的抵抗，胡安·亞圭的軍隊進一步向加泰隆尼亞的滲透以及進攻受阻。
在南方，安東尼奧·阿蘭達·馬塔的軍隊在4月15日已佔領比納羅斯海灘，這意味著國民軍已將共和國一方的加泰隆尼亞和其餘西班牙領土分成了兩塊。在亞拉岡攻勢之後，共和國的軍隊早已疲憊不堪，雖然當時的國民軍有能力拿下巴塞羅那，但佛朗哥決定先拿下南方。同時，在加泰羅尼亞，國民軍對共和國臨時首都巴倫西亞的威脅越來越大，當時的共和國急需主動權。胡安·內格琳政府希望通過發起新一輪的進攻向國際社會證明這場鬥爭還要經過長時間才能分出勝負以及讓軍隊重振旗鼓。因此這是一次政治意義比軍事意義更加重要的戰役。

## 介入勢力

### 共和國軍派
在共和軍一方，新建立的厄波羅自治協會為主力軍，由胡安·莫德斯托所指揮，其軍隊總人數為100,000人。由於加泰羅尼亞與共和國其他地區隔絕，該軍基本是由17－18歲、沒有戰鬥經驗的當地年輕人組成。他們擁有來自蘇聯以及捷克斯洛伐克的武器，以及整個共和軍中品質最好的裝備和軍服。在進攻開始之前，「厄波羅自治協會」更名為「厄波羅集團軍」，並與東部地區集團軍群中的東方集團軍合併，並加入東部地區集團軍群。新的厄波羅集團軍由以下人員組成：

#### 厄波羅集團軍

共和第四十四師軍旗，其師參與此次戰鬥。此戰鬥單位先前曾參與貝爾奇特戰役和阿拉貢攻勢，此後還介入加泰隆尼亞防禦戰

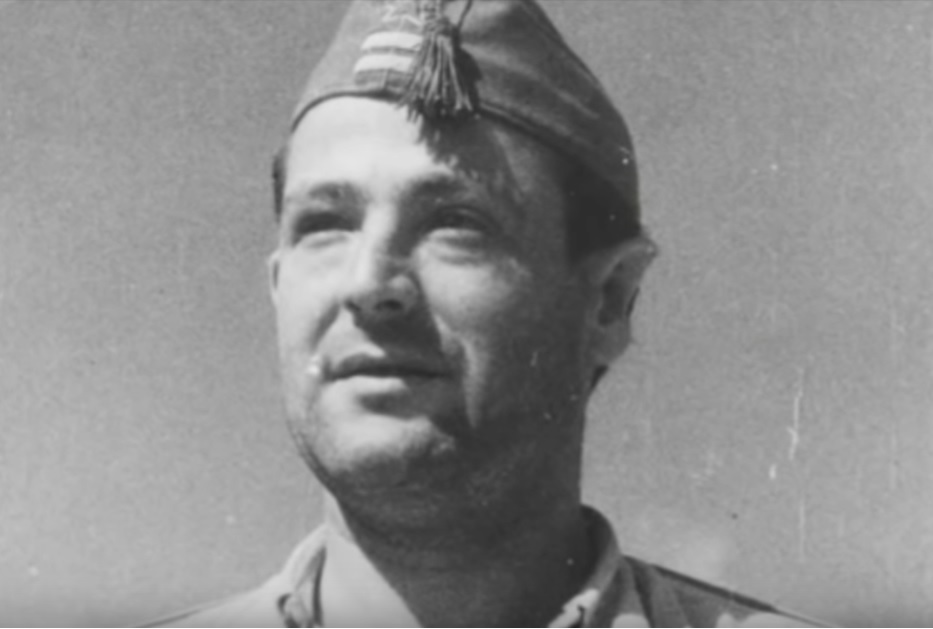
胡安·莫德斯托上校

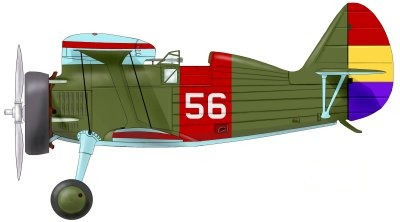
共和軍一派的伊-15戰鬥機

--總指揮官：胡安·莫德斯托上校
--參謀長：何塞·桑切斯·羅德里格斯工程部隊少校
--後勤官：路易斯·德拉吉總後勤官
- 西班牙人民軍第十五軍（西班牙语：XV Cuerpo de Ejército (Bando republicano)），由曼努埃爾·塔格涅（西班牙语：Manuel Tagüeña）上校指揮，由以下師組成：
  - 共和第三十五國際師（西班牙语：35.ª División (Ejército Popular de la República)）[註 2]，由佩德羅·馬特奧·梅里諾（西班牙语：Pedro Mateo Merino）少校指揮
  - 共和第三師（西班牙语：3.ª División (Ejército Popular de la República)），由史提芬·卡貝索·莫倫特（西班牙语：Esteban Cabezos Morente）少校指揮
  - 共和第四十二師（西班牙语：42.ª División (Ejército Popular de la República)），由曼努埃爾·阿爾瓦雷斯（西班牙语：Manuel Álvarez Álvarez）少校指揮
- 西班牙人民軍第五軍（西班牙语：V Cuerpo de Ejército (Bando republicano)），總部位于薩洛，由恩里克·萊斯特（西班牙语：Enrique Líster）中校所指揮，由以下師組成：
  - 共和第十一師（西班牙语：11.ª División (Ejército Popular de la República)），由華金·羅德里格斯·洛佩斯（西班牙语：Joaquín Rodríguez López）少校指揮
  - 共和第四十六師（西班牙语：46.ª División (Ejército Popular de la República)），由瓦倫丁·岡薩雷斯（西班牙语：Valentín González）少校指揮
  - 共和第四十五國際師（西班牙语：45.ª División (Ejército Popular de la República)），由漢斯·卡勒（西班牙语：Hans Kahle）中校指揮[註 3]
- 西班牙人民軍第十二軍（西班牙语：XII Cuerpo de Ejército (Bando republicano)），由埃特爾維諾·維加（西班牙语：Etelvino Vega）中校指揮，由以下師組成：
  - 共和第十六師（西班牙语：16.ª División (Ejército Popular de la República)），由曼努埃爾·莫拉·托雷斯（西班牙语：Manuel Mora Torres）少校指揮
  - 共和第四十四師（西班牙语：44.ª División (Ejército Popular de la República)），由拉蒙·帕斯托爾·洛倫斯（西班牙语：Ramón Pastor Llorens）少校指揮
  - 共和第五十六師（西班牙语：56.ª División (Ejército Popular de la República)），由里卡多·戈麥斯·加西亞（西班牙语：Ricardo Gómez García）中校指揮

除了這些主要部隊以外，還有一些來自西班牙人民軍第十八軍的其他不同種類的部隊，如坦克，高射砲和通訊設備等，這支並不屬於厄波羅集團軍的部隊是由何塞·德爾·巴里奧·納瓦羅中校指揮，由以下師組成：
- 共和第二十七師（西班牙语：27.ª División (Ejército Popular de la República)），由馬塞利諾·烏薩托雷（西班牙语：Marcelino Usatorre）少校指揮
- 共和第六十師（西班牙语：60.ª División (Ejército Popular de la República)），由曼努埃爾·費蘭迪斯·馬丁（Manuel Ferrándiz Martín）少校指揮
- 共和第四十三師（西班牙语：43.ª División (Ejército Popular de la República)），由安東尼奧·貝爾特拉·卡薩尼亞（西班牙语：Antonio Beltrán Casaña）中校指揮

除了陸軍以外，空軍也裝備起如伊-15戰鬥機以及伊-16戰鬥機等現代化的飛機

### 國民軍派
在國民軍一方，大多負責進攻的部隊為來自北方集團軍的部隊，而負責防禦的部隊為摩洛哥軍，由胡安·亞圭指揮，他們從塞格雷河至地中海出海口以散開形式部署于厄波羅河的右側沿岸。在共和國軍還沒有準備之前，這些部隊就已經清楚地知道共和國軍正在計劃穿越厄波羅河。儘管他們已經做好了準備，但仍沒有實施任何的實際行動來擊退攻擊。摩洛哥軍由以下師組成：
- 國民第十三師（西班牙语：13.ª División (Ejército Franquista)），由費爾南多·巴倫·奧爾蒂斯（西班牙语：Fernando Barrón Ortiz）中校指揮
- 國民第五十師（西班牙语：50.ª División (Ejército franquista)），由路易斯·坎波斯·格雷塔·馬丁內斯（西班牙语：Luis Campos-Guereta Martínez）上校指揮
- 國民第一百零五師（西班牙语：105.ª División (Ejército franquista)），由納塔利奧·洛佩茲·布拉沃（西班牙语：Natalio López Bravo）中校指揮

隨著戰鬥的進行以及形勢對國民軍越來越不利的情況下，馬埃斯特拉斯克軍加入戰鬥，由拉斐爾·加西亞·瓦里尼奧指揮。馬埃斯特拉斯克軍由以下師組成：
- 納瓦拉第一師（西班牙语：1.ª División de Navarra），由穆罕默德·本·米齊安（西班牙语：Mohammed ben Mizzian）上校指揮
- 納瓦拉第四師（西班牙语：4.ª División de Navarra），由卡米洛·阿隆索·維加（西班牙语：Camilo Alonso Vega）
- 國民第七十四師（西班牙语：74.ª División (Ejército franquista)），由帕勃羅·阿里亞斯·希門尼斯（Pablo Arias Jiménez）上校指揮
- 國民第八十二師
- 國民第八十四師（西班牙语：84.ª División (Ejército franquista)），由阿爾弗雷多·加萊拉（西班牙语：Alfredo Galera）上校指揮
- 國民第一百零二師（西班牙语：102.ª División (Ejército franquista)），由安東尼奧·卡斯特洪·埃斯皮諾薩（西班牙语：Antonio Castejón Espinosa）上校指揮
- 國民第一百五十師（西班牙语：150.ª División (Ejército franquista)），由愛德華多·薩恩斯·德·布盧加（西班牙语：Eduardo Sáenz de Buruaga）上校指揮
- 國民第一百五十二師（西班牙语：152.ª División (Ejército franquista)），由里卡多·拉達（西班牙语：Ricardo Rada）上校指揮[12]

## 共和軍的行動計劃
共和軍總參謀長維森特·羅霍·盧奇將軍在4月份，也是當國民軍佔領比納羅斯海灘，將共和國領土分為兩塊的時候，提出一個既可以減輕萊万特集團軍當時所處情況的負擔，又可以將兩塊土地重新連接起來，還可以阻止國民軍進攻瓦倫西亞的計劃。即便在萊万特戰役后，將兩塊共和國的領土連起來的想法似乎已經不切實際了。 維森特·羅霍·盧奇的計劃是向部署于厄波羅河的右側沿岸的叛軍實施一次突然性的襲擊，戰鬥範圍約為梅基嫩薩至法伊翁之間長約60公里的前線。主要進攻將在由兩個軍所負責的厄布羅河彎道處，並向河對岸的敵軍實施鉗形攻勢。在鞏固橋頭堡后，就立馬佔領在此地區最重要的交通中心甘德薩，只要此地淪陷，國民軍一方就會難以組織防禦。除了這次的推進，還有兩個為北部以及南部的次要攻擊去支持這主要行動。

## 戰鬥過程

### 共和國軍的進攻

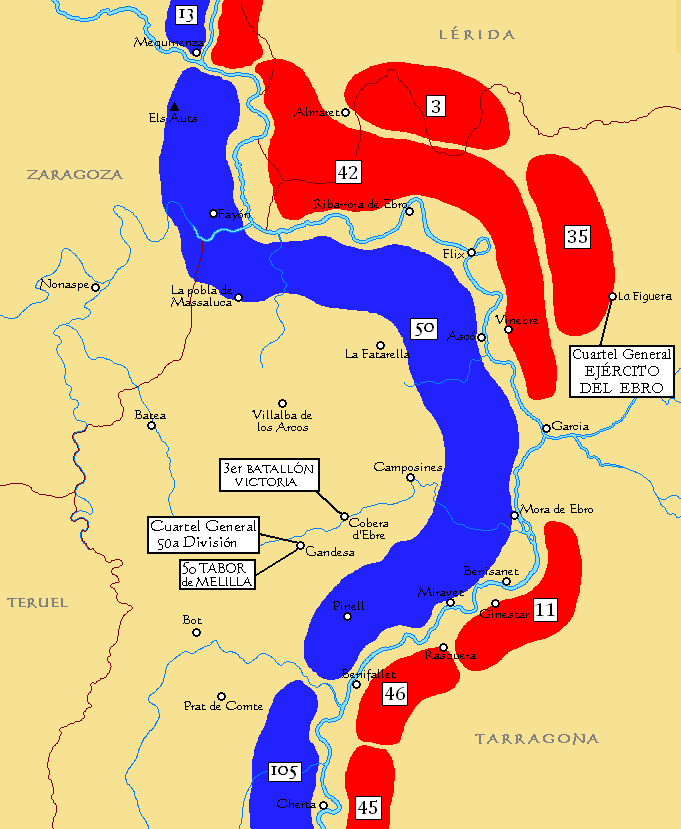
雙方在6月25日清晨0點15分時的軍隊部署
共和軍
國民軍

7月25日清晨0點15分，共和軍的部隊開始陸續穿越厄波羅河，第十五軍的目標是梅基嫩薩至阿斯科的河段，第五軍則是從貝尼薩內特至安波斯塔之間的河段，共和軍從不同的16個地點渡河。在此次計劃中準備了90艘小船，3架浮橋和其他12艘種類的船用於渡河。為了支援步兵部隊，共和軍部署了22輛T-26坦克以及四個裝甲車連跟隨部隊。第一批到達河對岸的部隊為第十一國際旅中的漢斯·貝姆勒營。在另一岸的梅基嫩薩至地中海河段，由胡安·亞圭所指揮的摩洛哥軍中的國民第五十師開始受到共和國軍的攻擊； 雖然路易斯·坎波斯上校領導下的一些軍官在此之前就報告說，敵軍集中在對岸，應急需加强防備，但上級司令部卻無視這些警告。 當共和軍進攻的時候，整支部隊頓時完全陷入混亂，有部分部隊脫逃。在清晨2點30分時，佩德羅·彭納雷東達（Pedro Peñarredonda）向他的上級，胡安·亞圭報告說，共和軍已經跨過厄波羅河，在他麾下的部隊已經可以聽到從後方而來的槍聲，同時，他也失去與側翼的聯繫。

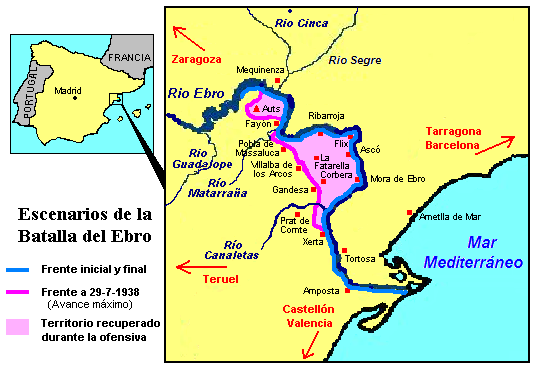
戰鬥示意圖，紫色地區為共和軍控制的最大範圍

為了分散敵方的注意，共和國軍在北方及南方總共發起兩次小型戰鬥。北方由第十五軍中的共和第四十二師，他們從梅基嫩薩至法伊翁河段渡河之後，成功取得建立橋頭堡並迅速佔領了阿烏特斯高地。他們也在幾乎沒有戰鬥的情況下直接俘虜一隊國民軍方的步兵團。在南方，共和第四十五國際師中的第十四國際旅與在河對岸的國民第一百零五師持續交戰18個小時，雖然共和國軍並沒有成功渡河，但給對方造成了四百人死亡，無數人受傷。
在河的上游，第一階段的進攻表現順利，所有在前線的河邊村莊均在黎明時被共和國軍佔領，且設立了兩大橋頭堡。在第十五國際旅跨河過後，他們繼續向著内陸挺進，並包圍了一些士氣低落的敵軍側翼。在北方，共和第四十二師已從厄波羅河行進了將近15公里。在第十五軍所負責的地區，也已經取得建立另一座大型橋頭堡。在更加南方的位置，恩里克·李斯特的部隊前往甘德薩途中佔領了附近所有重要的制高點，並俘獲了大致有五千敵軍士兵。之後，共和軍繼續向國民軍的兩個防禦重地，比拉爾瓦德爾薩爾克斯和甘德薩前進。在甘德薩，雙方爆發戰鬥。為了防禦共和軍如雪崩般的進攻，佛朗哥調集一些師，特別是正在進行萊万特戰役以及位於安達盧西亞的師加入戰鬥，因此國民軍在萊万特戰役的攻勢開始放緩。

#### 甘德薩攻城戰
雖然共和國軍成功建立堅固的橋頭堡，但由於缺乏卡車運輸，步兵部隊只能徒步前往前線，當部隊抵達甘德薩城下時已筋疲力盡且無力進攻。由於沒有火炮及卡車的支援，該部隊只能占領城市附近的重要戰略點。與此同時國民軍在該城市建立了頑固的防禦。8月1日，共和軍抽出自共和第三十五國際師、共和第三師、共和第十一師、共和第四十三師、共和第四十五國際師，及共和第四十六師的兵力向甘德薩發起強烈進攻但卻沒能有所突破，且造成共和軍一派的大量傷亡。8月2日，儘管部隊再次發起進攻，但是共和軍在前線的推進已經止步於甘德薩。在多次進攻無果的情況下，共和軍從一開始的攻勢轉為守勢，在城市周圍挖戰壕。胡安·莫德斯托曾設想轟炸此城市，但卻沒有足夠的空軍支援此行動。

#### 共和軍進攻後的影響
共和軍在此次戰鬥中使出了最後一擊，目的是為了說服英國和法國干預並協助西班牙共和國政府贏得内戰。在厄波羅戰役前期取得的短暫勝利使得共和國貌似改變了内戰中的局勢，就連共和國總統胡安·內格林最初也認為共和國的命運已經逆轉，並希望借由德奧合併和蘇台德區問題所引起的國際社會的緊張，來讓西方列强們更加關注在西班牙對抗軸心陣營的戰爭。
不僅如此，這場戰鬥的勝利還能證明佛朗哥領導的國民軍並沒有完全取得整體戰爭的勝利。共和國軍的進攻在國民軍中引起了失敗主義氛圍，先前國民軍試圖奪取瓦倫西亞的失敗，再加上這一次未能阻止從加泰隆尼亞而來的共和軍猛烈進攻讓國民軍派人心惶惶，在國民軍大本營布爾戈斯甚至有長槍黨員策劃反抗國民軍兩大領袖法蘭西斯科·佛朗哥和塞維里安·馬丁內斯。

### 國民軍的反擊

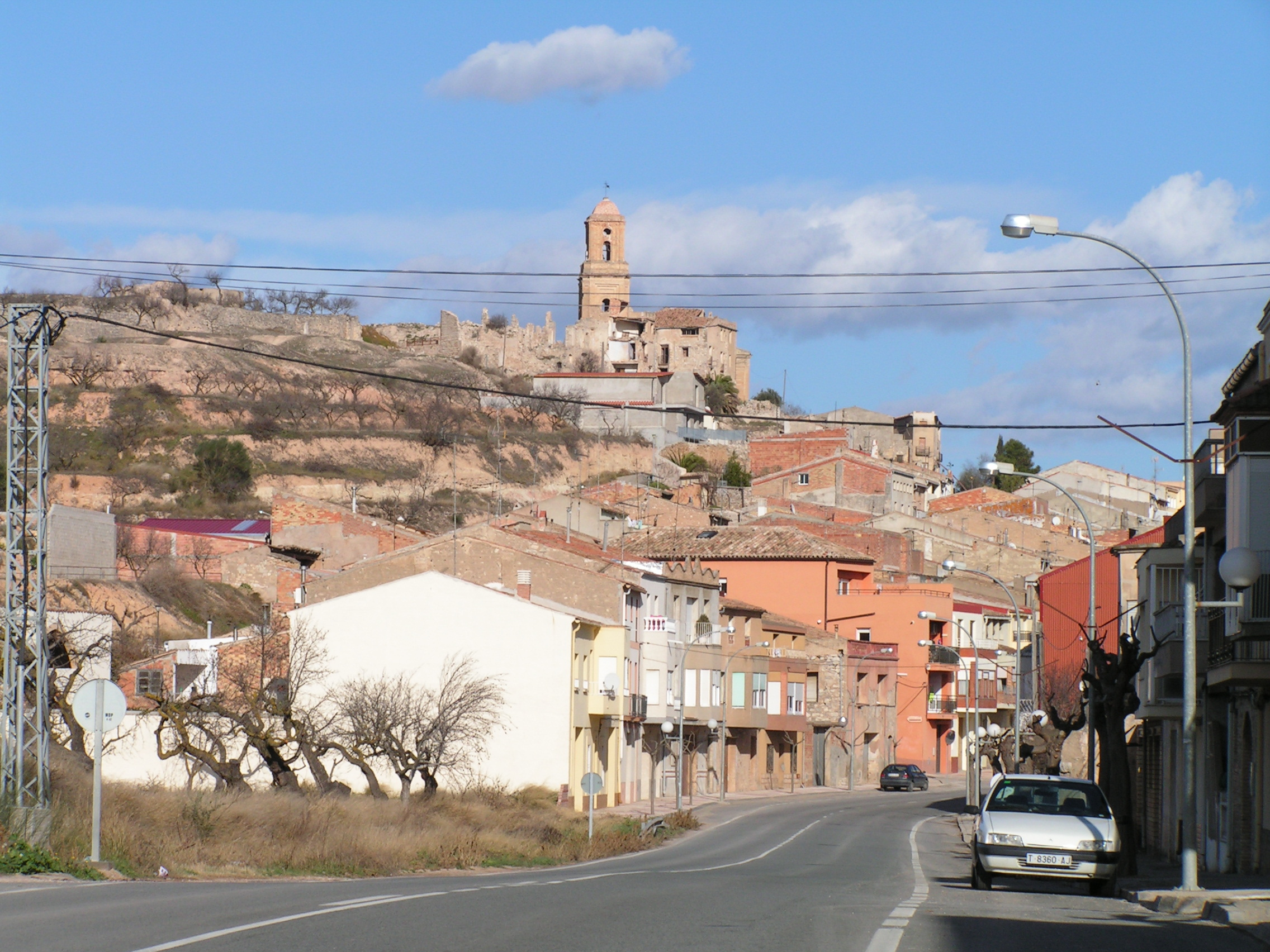
科爾韋拉德夫雷的景色，圖中可以看到戰役中因空襲而受損的房屋，現保存為紀念的古城遺址

8月6日，國民軍在厄波羅河流域發起全面反攻。在河的上游，由共和第四十二師防禦的梅基嫩薩和法伊翁受到攻擊，該師很快被擊敗且退守橋頭堡，在堅持了一段時間後決定撤退至河對岸，由於橋無法支撐過多人和物資因此崩塌，剩下還未過橋的部隊被全部包圍及被俘。在河的中游國民軍同樣多次進攻，但由於共和軍依靠當地地形在此地的防禦更加牢固，並沒能突破防線。8月11日，馬埃斯特拉斯克軍下屬的納瓦拉第四師和國民第八十四師在炮和空軍的掩護下向整條戰線發動強烈猛攻，特別是對潘多爾斯山脈的共和軍，雙方損失慘重，經過數日一步步地推進，共和軍部隊撤離科爾韋拉德夫雷。
在多次血腥的戰鬥後，國民軍向前推進幾公里，但由於嚴重死傷，國民軍的反擊暫時告一段落。9月3日，國民軍的北方集團軍重振旗鼓並發起新一輪攻勢卻再次受挫，以極其慘重的代價僅推進了一兩公里。而在河的中游，甘德薩已解圍，國民軍占領已被空軍和火炮轟炸過成一片廢墟的科爾韋拉德夫雷。在四個星期裡，國民軍收復之前僅24個小時就失守的約兩百平方公里土地，且逐漸包圍共和軍的軍隊。整場反擊戰中，國民軍空軍在戰場投下了將近四點五公噸的炸藥，特別是在共和軍所控制的橋梁，但在共和軍工兵部隊及時修補下，各處橋梁損傷甚微。

### 前線陷入僵局
九月中旬，國民軍對潘多爾斯山脈發動襲擊，但因為無法有所突破以及戰略物資的短缺，只好再次暫緩進攻行動，此後埃布羅河的戰線已無巨大變化。雖然共和軍一方承受了巨大的損傷，但是依靠成功的組織能力和鐵拉阿爾塔的山地地形優勢阻止了國民軍前進的脚步。共和軍部隊在高地及陽光烈日下展開血腥的戰鬥，從八月初共和軍完全失去制空權起，他們每天承受著來自國民軍空軍兩百多架飛機的轟炸，特別是最初國民軍反擊的幾天裡最為嚴重。雖然共和軍空軍曾嘗試奪取制空權，但共和軍裝備的伊-15戰鬥機和伊-16戰鬥機的性能已難以抗衡德國提供國民軍的Bf 109戰鬥機。大部分國民軍的飛機是用來對付埃布羅河上共和軍的橋梁，這些交通要道至關重要，因此共和軍將所有的防空武器集中於此地。國民軍的物資開始隨著德國在9月15日宣佈暫時停止對佛朗哥一派的軍事援助而短缺，這加重了國民軍的擔憂。九月下旬，在國民軍再一次進攻下共和軍緩慢且漸進地向後撤退，雙方都造成巨大傷亡。而在10月2日，國民軍基本控制科爾韋拉德夫雷附近的軍事要地塞拉德拉瓦爾德拉托雷高地。

### 戰鬥的結束

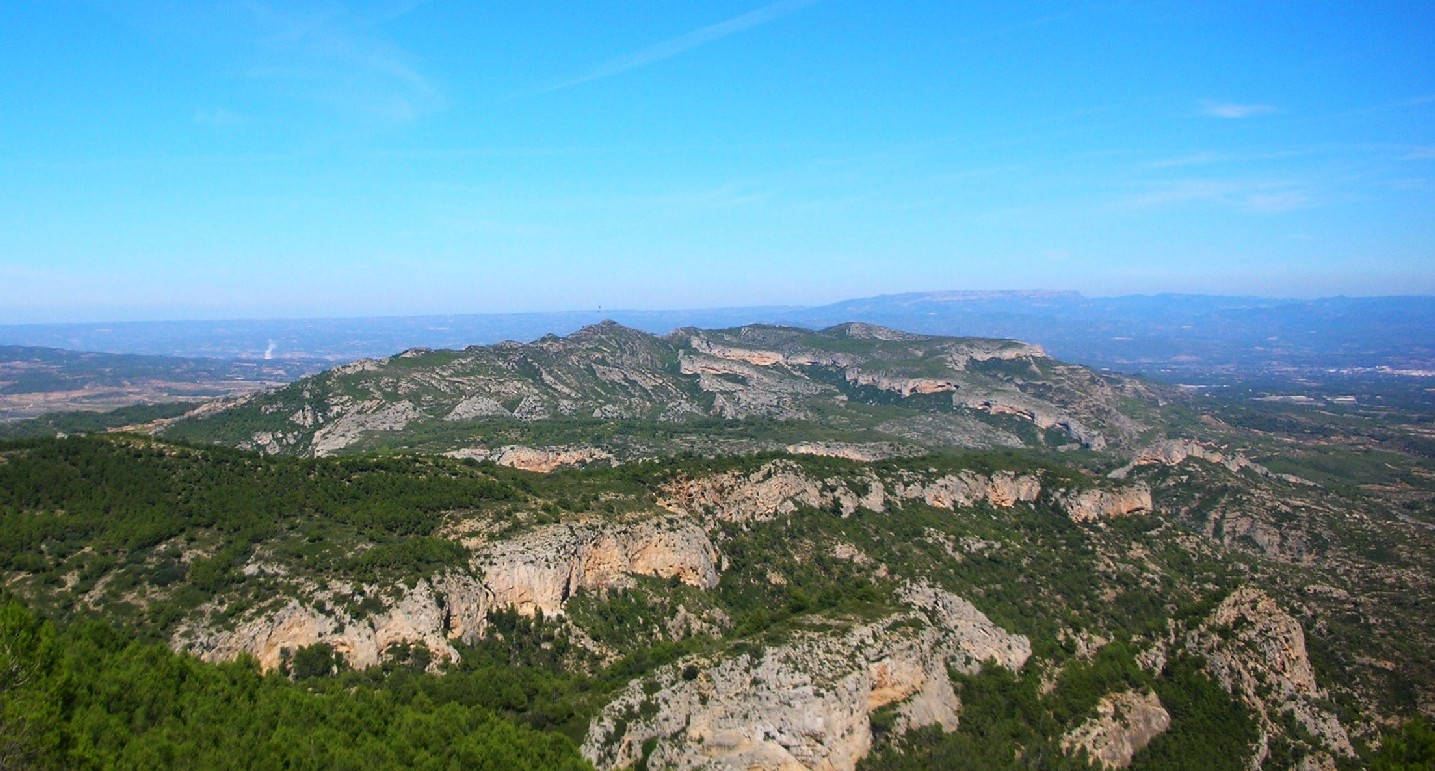
潘多爾斯山脈

10月30日，國民軍發起了最後的進攻，攻擊地點為卡瓦爾斯山脈北部約1.5公里寬的山谷，在太陽升起後的三個小時裡，共和軍陣地遭到175門大炮以及一百架以上的飛機的轟炸，因此不得不撤退。共和軍則是以同樣一百多架戰鬥機作為反擊，在天空中與國民軍戰機戰鬥，這是整場戰役中最大的空戰。空襲之後，在馬埃斯特拉斯克軍發起的攻勢下，其下屬的納瓦拉第一師成功控制了共和軍因轟炸而撤退後的各個軍事要地。戰鬥持續僅僅一天，其山脈的19個軍事基地以及共和軍的防禦網絡就落入國民軍的手中。不僅如此，共和軍還蒙受了極其巨大的損失：一千多人被俘，約五百人死亡和14架飛機被擊落。卡瓦爾斯山脈的控制權在此地區十分重要，這個戰略要地的隕落對共和軍是一次沉重的打擊。
而這僅是開始，11月1日國民第八十四師占領共和軍最後控制的高地潘多爾斯山脈。11月3日，國民軍抵達厄波羅河的沿岸，完成了戰鬥開始以來的未完成目標。共和軍南部戰線崩潰，不得不跨河撤退。11月7日，莫拉拉諾瓦淪陷，雖然在此地共和軍擁有強大的防禦，但是在國民軍的攻擊下不堪一擊。11月10日，國民軍攻占位於山頂上的拉法塔雷利亞，厄波羅河以西僅剩下6座共和軍的炮臺。11月15日凌晨4點30分，其餘共和軍部隊積聚於弗利斯，在曼努埃爾·塔格涅的命令下跨河撤退，撤退結束後隨即炸毀橋梁。11月18日，共和軍最後控制的領土埃布羅河畔里瓦羅哈被占領，整場戰鬥以共和軍的失敗告終。

## 影響

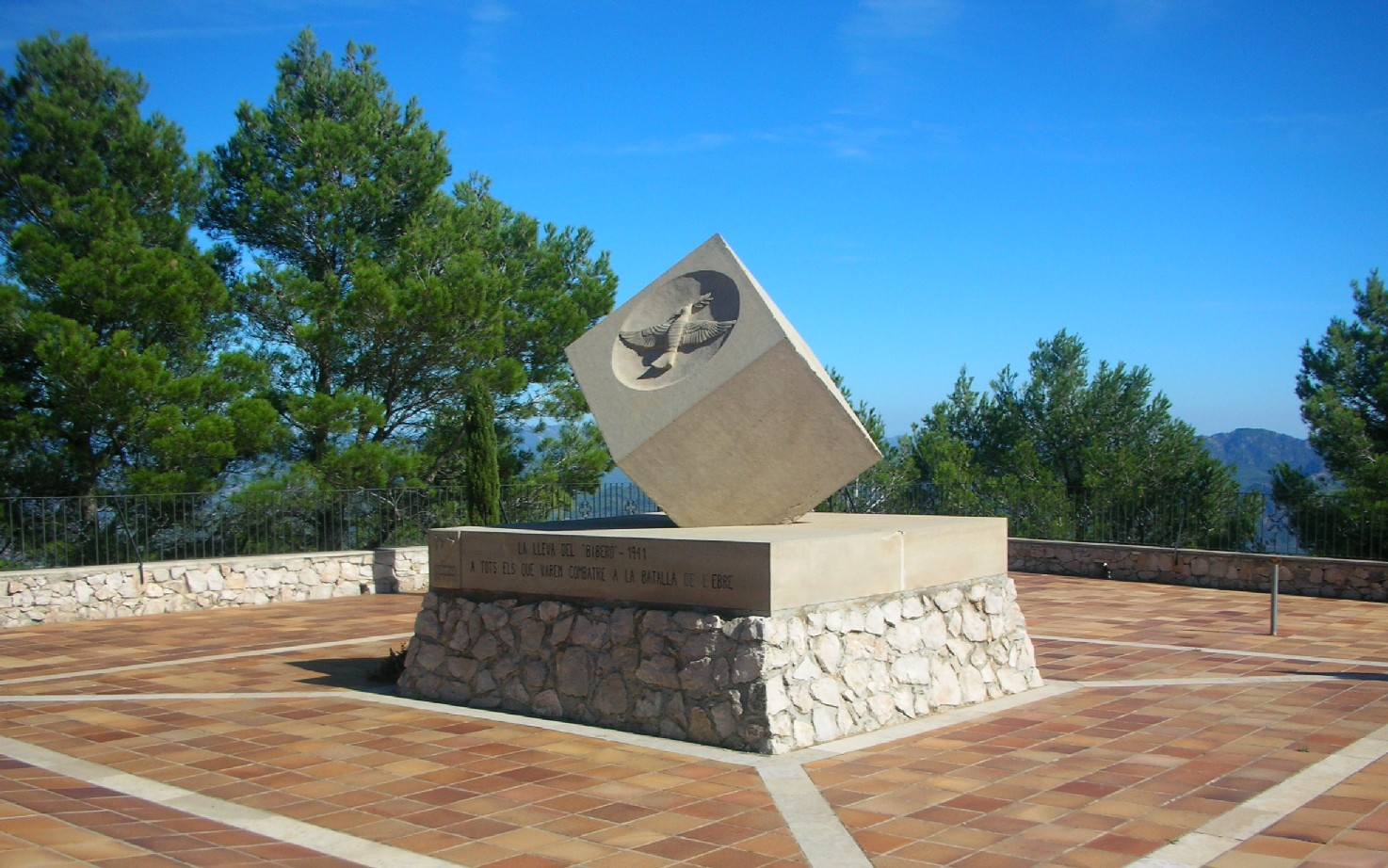
厄波羅河戰役的紀念碑

經過幾個月的慘烈戰鬥，共和軍結束了在厄波羅河的進攻。雖然最初的成功似乎表明國民軍尚未獲取西班牙内戰的勝利，但隨著國際形勢的變化、英國和法國對希特勒和墨索里尼的緩和態度、慕尼黑協定的簽署，以及戰鬥最終的失敗讓胡安·內格林實現將西班牙的衝突國際化的希望破滅了。此次戰鬥中，雙方皆有人員和物質的巨大損失，據估計，國民軍一方死亡人數約為6,500人，共和軍一方死亡人數約為10,000－15,000人。雙方共傷亡十萬人，其中共和軍被俘近兩萬人。而在空軍方面也損失慘重，雙方被擊落飛機約為一百五十架。埃布羅戰役意味著共和國在戰爭中的決定性失敗，並為加泰羅尼亞的淪陷埋下了伏筆。

## 註解
1. ↑  國民軍的北方集團軍（西班牙内戰）在這場戰役中並沒有動員其屬下的全部人力， 只動用了摩洛哥軍（西班牙语：Cuerpo de Ejército Marroquí）及馬埃斯特拉斯克軍（西班牙语：Cuerpo de Ejército del Maestrazgo）。而在另一邊, 厄波羅集團軍則是為此次戰鬥使出了全力
2. ↑  這個師均為國際縱隊士兵組成。
3. ↑  同註 
2
4. ↑  國民軍一方最初認爲在阿拉貢攻勢後，共和軍已無力穿越厄波羅河並在加泰隆尼亞發動大規模戰鬥。

## 註腳
1. ↑  Salas Larrazábal, Ramón（2006年），第177页
2. ↑  Salas Larrazábal, Ramón（2006年），第1976页
3. ↑  Salas Larrazábal, Ramón（2006年），第1975页
4. ↑  Bertrand de Muñoz, Maryse（2009年）
5. ↑  .   [2022-06-19]. （原始内容存档于2016-06-01）.
6. ↑  Thomas, Hugh & Daurella de Nadal（1978年），第861页
7. ↑  Joaquin Montano. . : 2.2.（西班牙文）
8. ↑  Joaquin Montano. . : 1.1.（西班牙文）
9. ↑  Pierre Braué & Emile Témime（1961年），章節：为政治目的而发动的攻势
10. ↑  Salas Larrazábal, Ramón. . 2006: 1851. ISBN 84-9734-465-0.
（西班牙文）
11. 1 2 3  
Thomas, Hugh; Daurella de Nadal. . GRIJALBO. 1978: 897. ISBN 84-253-9225-X.
（英文）
12. ↑   Julio Aróstegui. . LA ESFERA DE LOS LIBROS, S.L. : 696.（西班牙文）
13. ↑  
Thomas, Hugh; Daurella de Nadal. . GRIJALBO. 1978: 896. ISBN 84-253-9225-X.
（英文）
14. ↑  
Thomas, Hugh; Daurella de Nadal. . GRIJALBO. 1978: 900. ISBN 84-253-9225-X.
（英文）
15. 1 2 3  
Thomas, Hugh; Daurella de Nadal. . GRIJALBO. 1978: 901. ISBN 84-253-9225-X.
（英文）
16. ↑  
Thomas, Hugh; Daurella de Nadal. . GRIJALBO. 1978: 773. ISBN 84-253-9225-X.
（英文）
17. ↑  
Thomas, Hugh; Daurella de Nadal. . GRIJALBO. 1978: 904. ISBN 84-253-9225-X.
（英文）
18. 1 2  
Thomas, Hugh; Daurella de Nadal. . GRIJALBO. 1978: 902. ISBN 84-253-9225-X.
（英文）
19. 1 2  
Thomas, Hugh; Daurella de Nadal. . GRIJALBO. 1978: 906. ISBN 84-253-9225-X.
（英文）
20. 1 2  
Thomas, Hugh; Daurella de Nadal. . GRIJALBO. 1978: 910. ISBN 84-253-9225-X.
（英文）
21. 1 2  
Thomas, Hugh; Daurella de Nadal. . GRIJALBO. 1978: 905. ISBN 84-253-9225-X.
（英文）
22. ↑  
Thomas, Hugh; Daurella de Nadal. . GRIJALBO. 1978: 917. ISBN 84-253-9225-X.
（英文）
23. 1 2  
Thomas, Hugh; Daurella de Nadal. . GRIJALBO. 1978: 918. ISBN 84-253-9225-X.
（英文）